# La Pêche au trésor
Pour les articles homonymes, voir Pêche.
Pour plus de détails, voir Fiche technique et Distribution.
La Pêche au trésor (Love Happy) est un film américain de David Miller, sorti en 1950.

## Synopsis
Ce film est un pastiche de film policier avec les Marx Brothers. Groucho y joue le détective Sam Grunion lancé dans une histoire de diamants volés. Harpo et Chico font partie d'une troupe de théâtre impliquée elle aussi dans l'affaire.
À noter dans ce film, l'apparition de Marilyn Monroe, dans le rôle d'une cliente du détective Sam Grunion.

## Fiche technique
- Titre original : Love Happy
- Titre français : La Pêche au trésor
- Réalisation : David Miller et Leo McCarey (non crédité)
- Scénario : Frank Tashlin et Marc Bonoff, d'après une idée de Harpo Marx
- Direction artistique : Gabriel Scognamillo
- Costumes : Grace Houston et Norma Koch
- Photographie : William C. Mellor
- Montage : Albrecht Joseph et Basil Wrangell
- Production : Lester Cowan et Mary Pickford United Artists
- Société de production : Artistes Associes
- Pays de production : États-Unis
- Langue : anglais
- Format : Noir et blanc - 35 mm - 1,37:1 - son mono
- Genre : Comédie
- Durée : 82 minutes
- Dates de sortie : 
  - États-Unis : 12 octobre 1949 (première à San Francisco), 3 mars 1950 (sortie nationale)
  - France : 4 octobre 1950

## Distribution
- Groucho Marx (VF : Léonce Corne) : Sam Grunion / le narrateur
- Harpo Marx : Harpo
- Chico Marx : Faustino
- Ilona Massey (VF : Lucienne Givry) : Mrs Egelichi
- Vera-Ellen (VF : Nicole Riche) : Maggie Philips
- Marion Hutton : Bunny Dolan
- Raymond Burr (VF : René Arrieu) : Alphonse Zotto
- Melville Cooper (VF : Henry Ebstein) : Throckmorton
- Paul Valentine (VF : René Arrieu) : Mike Johnson
- Leon Belasco : M. Lyons
- Eric Blore : Mackinaw
- Bruce Gordon : Hannibal Zotto
- Marilyn Monroe : une cliente de Grunion
- Edward Gargan (non crédité) : le policier arrêtant Harpo